# Dragoman Glacier
Dragoman Glacier är en glaciär i Antarktis. Den ligger i Sydshetlandsöarna. Argentina, Chile och Storbritannien gör anspråk på området. Dragoman Glacier ligger 1 535 meter över havet.
Terrängen runt Dragoman Glacier är huvudsakligen bergig, men åt sydost är den platt. Havet är nära Dragoman Glacier söderut. Trakten är obefolkad. Det finns inga samhällen i närheten.